# BIBSYS
BIBSYS是由挪威教育与研究部设立和组织的一个行政机构。它是一家服务提供商，专注于交流、存储和提供与图书馆资源相关的历史性元数据的检索。